# Lentersheim

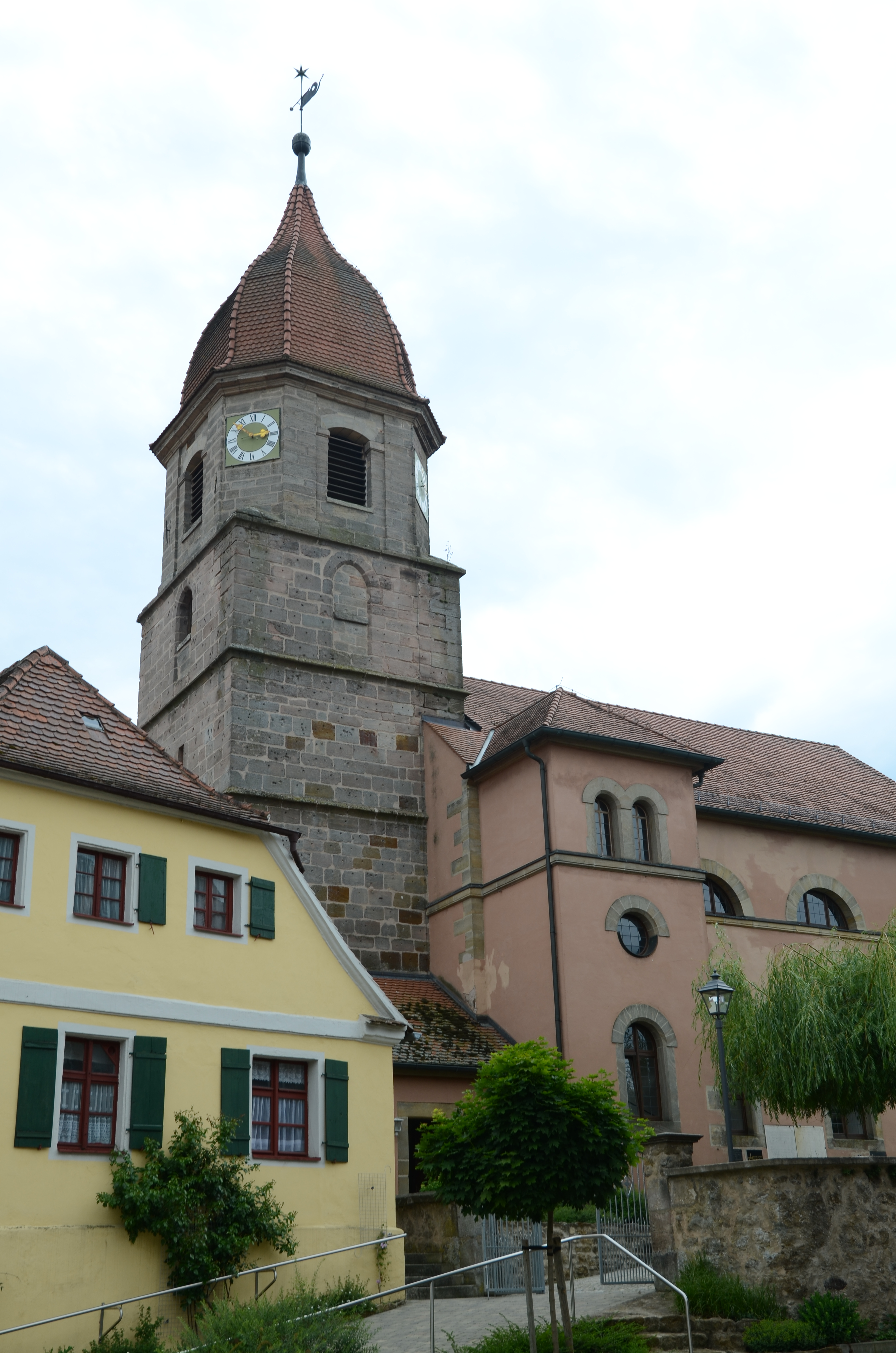
St. Michael

Lentersheim ist ein Gemeindeteil der Gemeinde Ehingen im Landkreis Ansbach (Mittelfranken, Bayern). Die Gemarkung Lentersheim hat eine Fläche von 9,015 km². Sie ist in 724 Flurstücke aufgeteilt, die eine durchschnittliche Fläche von 12.451,92 m² haben. In ihr liegen neben dem namensgebenden Ort die Gemeindeteile Klarhof, Klarmühle, Kussenhof und Schwandmühle.

## Geografie
Das Pfarrdorf liegt am Lentersheimer Mühlbach, einem linken Zufluss der Wörnitz, der den westlich des Ortes gelegenen Lentersheimer See speist. Im Ort münden der Schlößleinsbuckgraben als rechter Zufluss und der Schließfeldgraben als linker Zufluss des Lentersheimer Mühlbaches.
Die Staatsstraße 2248 führt zur Staatsstraße 2219 bei Wassertrüdingen (3,2 km südlich) bzw. an der Schwandmühle vorbei nach Ehingen (3 km westlich). Die Kreisstraße AN 47 führt nach Röckingen (2,8 km südwestlich) bzw. nach Unterschwaningen zur Staatsstraße 2221 (2,5 km östlich). Gemeindeverbindungsstraßen führen nach Ehrenschwinden (3,5 km nordwestlich) und nach Ehingen (3 km westlich). Ein Wirtschaftsweg führt nach Klarhof (1,5 km östlich). Auf dem Weg nach Unterschwaningen steht eine Linde, die als Naturdenkmal ausgezeichnet ist.

## Geschichte
Lentersheim ist eine nach ihrem Gründer „Lanthar“ benannte Siedlung aus alamannisch-fränkischer Landnahmezeit des 5./6. Jahrhunderts. Bereits im 6. Jahrhundert wurde wohl eine erste Holzkirche erbaut.
1331 erhielt das Kloster Heilsbronn vom Grafen Ludwig von Oettingen das dortige Pfarrpatronat. 1336 kamen durch Kauf die Gefälle von einem Gut an das Kloster, das ursprünglich Eigentum der Anna von Lentersheim war. 1342 schenkte der Ortspfarrer Heinrich Bolans dem Kloster seine Äcker. Insgesamt erwarb das Kloster dort von 11 Anwesen Gefälle und den Großzehnten.
Im Dreißigjährigen Krieg wurde Lentersheim schwer heimgesucht, jedoch nicht eingeäschert. Vor dem Krieg soll es in Lentersheim 60 Haushalte gegeben haben, nach dem Krieg waren es 28 Haushalte. Zum Wiederaufstieg des Ortes trugen v. a. die zahlreichen Exulanten bei, die ihre Heimat in Österreich wegen der Gegenreformation hatten verlassen müssen und hier Zuflucht und die Chance für einen Neuanfang fanden.
Lentersheim lag im Fraischbezirk des ansbachischen Oberamtes Wassertrüdingen. Die Dorf- und Gemeindeherrschaft hatte das Kastenamt Wassertrüdingen. Gegen Ende des 18. Jahrhunderts gab es in Lentersheim 80 Anwesen. Außerdem gab es eine Kirche, ein Pfarrhaus, ein Schulhaus und ein Gemeindehirtenhaus. Grundherren waren
- ansbachische Ämter (71 Anwesen; Verwalteramt Auhausen: 1 Söldengut; Verwalteramt Röckingen: 1 Schmiede; Verwalteramt Waizendorf: 1 Dreiviertelhof, 1 Viertelhof, 1 Schenkstatt, 8 Güter; Kastenamt Wassertrüdingen: 10 Halbhöfe, 1 Halbhof mit Wirtschaft, 1 Halbhof mit Schmiede, 6 ganze und 2 halbe Gütlein, 1 Badhaus, 1 Wirtshaus, 22 Häuser, 1 Haus  mit Schmiedstatt, 3 Häuslein, 10 Halbhäuser)
- die Pfarrei Lentersheim (2 Halbhäuser)
- die Herrschaft Dennenlohe (2 Hofgüter, 4 Söldengüter, 1 Söldengut mit Backrecht).[8][9]

Von 1797 bis 1808 unterstand der Ort dem Justiz- und Kammeramt Wassertrüdingen.
1806 kam Lentersheim an das Königreich Bayern. Infolge des Gemeindeedikts wurde 1809 der Steuerdistrikt Lentersheim gebildet, zu dem Hammerschmiede, Klarhof, Klarmühle, Kreuthof, Kussenhof, Schwandmühle und Ziegelhütte gehörten. Zeitgleich entstanden zwei Ruralgemeinden:
- Dambach mit Hammerschmiede, Kreuthof, Ziegelhütte
- Lentersheim mit Klarhof, Klarmühle, Kussenhof und Schwandmühle.[11][12]

Die Gemeinde Lentersheim war in Verwaltung und Gerichtsbarkeit dem Landgericht Wassertrüdingen zugeordnet und in der Finanzverwaltung dem Rentamt Wassertrüdingen (1919 in Finanzamt Wassertrüdingen umbenannt, 1932–1973 Finanzamt Gunzenhausen, seit 1973 Finanzamt Ansbach). Die Verwaltung übernahm 1862 das neu geschaffene Bezirksamt Dinkelsbühl (1939 in Landkreis Dinkelsbühl umbenannt). Die Gerichtsbarkeit blieb beim Landgericht Wassertrüdingen (1879 in Amtsgericht Wassertrüdingen umbenannt), von 1956 bis 1970 war das Amtsgericht Gunzenhausen zuständig und von 1970 bis 1973 das Amtsgericht Dinkelsbühl, das seit 1973 eine Zweigstelle des Amtsgerichtes Ansbach ist. Die Gemeinde hatte 1964 eine Gebietsfläche von 9,018 km². Mit der Auflösung des Landkreises Dinkelsbühl im Jahr 1972 kam Lentersheim an den Landkreis Ansbach.
Am 1. Mai 1978 wurde Lentersheim im Zuge der Gebietsreform in Bayern nach Ehingen eingemeindet.

### Baudenkmäler
- Haus Nr. 1: Evang.-luth. Pfarrkirche St. Michael, spätgotischer Chorturm mit barockem Kranzgeschoss und Glockenhaube, 15. Jahrhundert, Erhöhung 1764, angefügtes verputztes Langhaus 18. Jh., eingreifende Veränderungen 1847; mit Ausstattung; Friedhofsmauer aus Bruchsteinen, im Kern wohl spätmittelalterlich.[16]
- Haus Nr. 2: Pfarrhaus, verputztes ehem. erdgeschossiges Walmdachhaus, zweite Hälfte 17. Jh., Aufstockung um Fachwerk-Obergeschoss 1724, Renovierung 1904.[16]
- Haus Nr. 9: Bauernhof, eingeschossiges, massives Wohnstallhaus, erste Hälfte 19. Jh.
- Haus Nr. 15/15a: Ehem. Bauernhof, zweigeschossiges Wohnstallhaus mit Fachwerk-Obergeschoss und steilem Satteldach, 17./18. Jh.[16]
- Haus Nr. 16: Ehem. Bauernhof, zweigeschossiges Wohnstallhaus mit Halbwalmdach und Zwerchhaus, sowie massiver Chor der spätmittelalterlichen ehem. Friedhofskapelle mit aufgesetztem Fachwerkgiebel, 18. Jh.[16]
- Ehem. spätmittelalterliche Friedhofskapelle beim Haus Nr. 16, jetzt Wohnstallhaus, über dem ehem. Chor Fachwerkgiebel des aufgesetzten Speichers, wohl 18. Jh.
- Haus Nr. 41: Wohnstallhaus des Dreiseithofes, erdgeschossiger verputzter Satteldachbau mit Putzgliederungen, erste Hälfte 19. Jh.; Scheune, massiver und verputzter Satteldachbau, im Kern 18. Jh.[16]

### Einwohnerentwicklung
Gemeinde Lentersheim
| Jahr      | 1818   | 1840   | 1852   | 1855   | 1861   | 1867   | 1871   | 1875   | 1880   | 1885   | 1890   | 1895   | 1900   | 1905   | 1910   | 1919   | 1925   | 1933   | 1939   | 1946   | 1950   | 1952   | 1961   | 1970   |
| Einwohner | 435    | 497    | 521    | 493    | 482    | 492    | 466    | 480    | 488    | 495    | 476    | 492    | 462    | 446    | 473    | 465    | 442    | 414    | 415    | 600    | 556    | 513    | 434    | 423    |
| Häuser    | 83     | 91     |        |        |        |        | 103    |        |        | 107    | 105    |        | 107    |        |        |        | 93     |        |        |        | 91     |        | 91     |        |
| Quelle    | [ 18 ] | [ 19 ] | [ 20 ] | [ 20 ] | [ 21 ] | [ 22 ] | [ 23 ] | [ 24 ] | [ 25 ] | [ 26 ] | [ 27 ] | [ 20 ] | [ 28 ] | [ 20 ] | [ 29 ] | [ 20 ] | [ 30 ] | [ 20 ] | [ 20 ] | [ 20 ] | [ 31 ] | [ 20 ] | [ 13 ] | [ 32 ] |

Ort Lentersheim
| Jahr      | 001818 | 001840 | 001861 | 001871 | 001885 | 001900 | 001925 | 001950 | 001961 | 001970 | 001987 | 002006 | 002016 |
| Einwohner | 410    | 458    | 441    | 430    | 466    | 430    | 410    | 519    | 407    | 409    | 370    | *392   | *384   |
| Häuser    | 78     | 86     |        |        | 101    | 101    | 88     | 88     | 86     |        | 89     |        |        |
| Quelle    | [ 18 ] | [ 19 ] | [ 21 ] | [ 23 ] | [ 26 ] | [ 28 ] | [ 30 ] | [ 31 ] | [ 13 ] | [ 32 ] | [ 33 ] | [ 1 ]  | [ 1 ]  |

## Religion
Der Ort ist seit der Reformation evangelisch-lutherisch geprägt und Sitz der Pfarrei St. Michael. Die Einwohner römisch-katholischer Konfession waren ursprünglich nach Beatae Mariae Virginis (Großlellenfeld) gepfarrt, heute ist die Pfarrei Heilig Geist (Wassertrüdingen) zuständig.